# Полынный (Астраханская область)
Полы́нный — посёлок в Наримановском районе Астраханской области, входит в состав Солянского сельсовета. Большую часть населения составляют казахи. На Яндекс.Картах до недавнего времени посёлок был неверно обозначен как «хутор Ферма №1».

## Физико-географическая характеристика
Посёлок расположен в восточной части Наримановского района на самом севере Западной ильменно-бугровой равнины, являющейся частью Прикаспийской низменности.
Расстояние до Астрахани составляет 18 километров (до центра города), до районного центра города Нариманова — 34 километра, до административного центра сельского поселения села Солянка — 15 километров .
Климат резко континентальный, с жарким и засушливым летом и бесснежной ветреной, иногда с большими холодами, зимой. Согласно классификации климатов Кёппена-Гейгера тип климата - семиаридный (индекс BSk). 
Часовой пояс
Полынный, как и вся Астраханская область, находится в часовой зоне МСК+1. Смещение применяемого времени относительно UTC составляет +4:00.

## Транспорт
Посёлок расположен в 500 метрах от трассы, соединяющей Николаевское шоссе в Солянке с селом Янго-Аскер. Полынный находится между посёлками Мирный и Николаевка. По трассе ежедневно проходят пригородные микроавтобусы в Астрахань, Янго-Аскер и Николаевку. Расстояние до ближайшей железнодорожной станции — разъезда Ильменный составляет около 7 километров по прямой.